# Praiamar Shopping Center
O Praiamar Shopping Center é um shopping center situado no bairro Aparecida, da cidade paulista de Santos.
O Praiamar Shopping Center é idealizado pelo empresário luso-brasileiro Armênio Mendes.

## Galeria de imagens

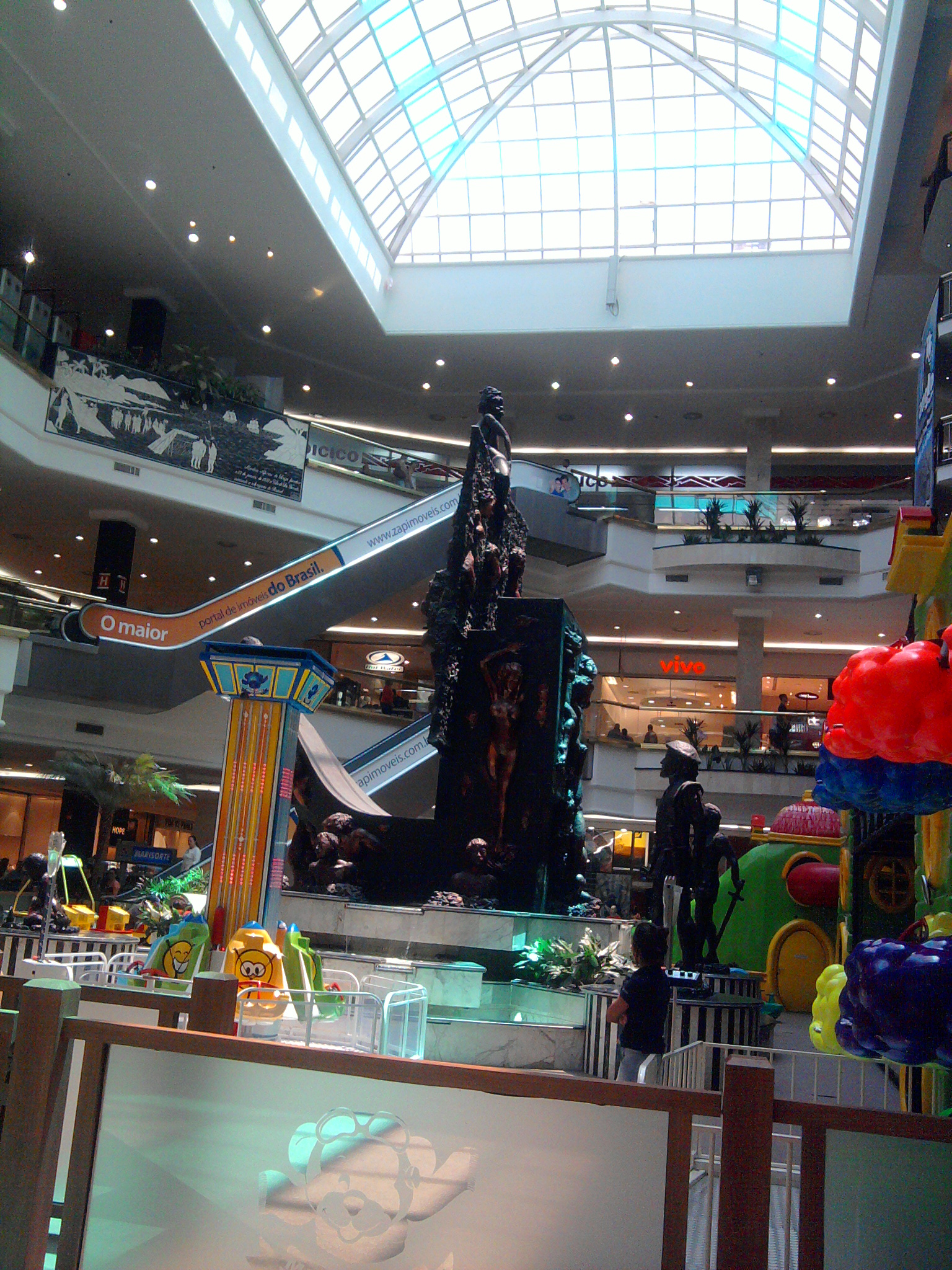
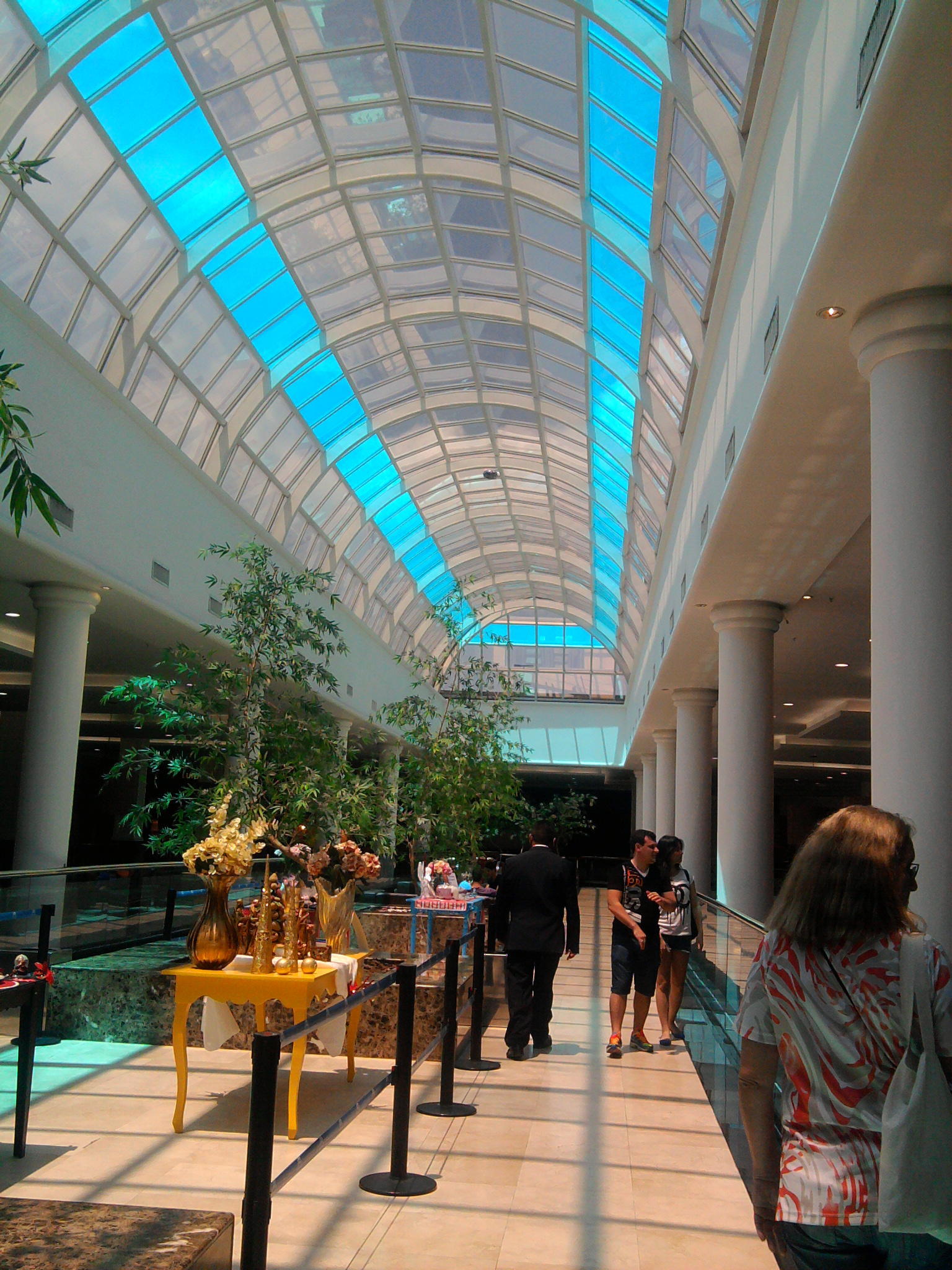

## Detalhes
Inaugurado em abril de 2000, o Praiamar Shopping Center possui 130 mil m², uma parte da qual para o Hipermercado Extra.
Conta com 220 lojas, distribuídas pelos 3 andares – o andar térreo e os 2 andares propriamente ditos acima dele. No primeiro andar está a praça de alimentação, com 1200 cadeiras.
Oferece um estacionamento com 2300 vagas, 1840 das quais no subsolo.

## Conquistas
O Praiamar Shopping Center recebeu por já 11 vezes consecutivas o prêmio Top of Mind do grupo santista A Tribuna, sendo a última conquista em julho de 2016,  bem como o igualmente importante prêmio AlshopVisa.